# Дюлак (Луїзіана)
Дюлак (англ. Dulac) — переписна місцевість (CDP) в США, в окрузі Террбонн штату Луїзіана. Населення — 1241 особа (2020).

## Географія
Дюлак розташований за координатами 29°24′18″ пн. ш. 90°41′34″ зх. д. / 29.40500° пн. ш. 90.69278° зх. д. (29.405074, -90.692849).  За даними Бюро перепису населення США в 2010 році переписна місцевість мала площу 47,02 км², з яких 41,48 км² — суходіл та 5,54 км² — водойми.

## Демографія
Згідно з переписом 2010 року, у переписній місцевості мешкали 1463 особи в 490 домогосподарствах у складі 361 родини. Густота населення становила 31 особа/км².  Було 646 помешкань (14/км²).
Расовий склад населення:
| - 48,5 % — білих - 42,2 % — корінних американців - 1,9 % — чорних або афроамериканців - 0,8 % — азіатів |

До двох чи більше рас належало 5,9 %. Частка іспаномовних становила 4,2 % від усіх жителів.
За віковим діапазоном населення розподілялося таким чином: 26,9 % — особи молодші 18 років, 60,2 % — особи у віці 18—64 років, 12,9 % — особи у віці 65 років та старші. Медіана віку мешканця становила 35,8 року. На 100 осіб жіночої статі у переписній місцевості припадало 103,8 чоловіків;  на 100 жінок у віці від 18 років та старших — 102,3 чоловіків також старших 18 років.
Середній дохід на одне домашнє господарство  становив 51 030 доларів США (медіана — 50 697), а середній дохід на одну сім'ю — 57 261 долар (медіана — 63 125). Медіана доходів становила 62 619 доларів для чоловіків та 27 738 доларів для жінок. За межею бідності перебувало 11,2 % осіб, у тому числі 15,3 % дітей у віці до 18 років та 4,2 % осіб у віці 65 років та старших.
Цивільне працевлаштоване населення становило 431 особа. Основні галузі зайнятості: освіта, охорона здоров'я та соціальна допомога — 29,7 %, виробництво — 16,7 %, роздрібна торгівля — 14,8 %.